# Migrations
Migrations (en serbio: Seobe) es un drama franco–yugoslavo de 1988 dirigido por Aleksandar Petrović y protagonizado por Isabelle Huppert.

## Reparto
- Avtandil Makharadze – Vuk Isaković
- Isabelle Huppert – Dafina Isaković
- Richard Berry – Aranđel Isaković
- Bernard Blier
- Erland Josephson
- Dragan Nikolić – Pavel Isaković
- Miki Manojlović – Arnold de Sabrant
- Rade Marković
- Petar Božović – Field Marshal von Berenklau
- Ljubomir Ćipranić – Sekula
- Jelica Sretenović
- Dobrica Jovanović
- Jovan Janičijević Burduš
- Ružica Sokić
- Aljoša Vučković